# 고리화효소
고리화효소 또는 사이클레이스(영어: cyclase)는 고리형 화합물을 형성하는 화학 반응을 촉매하는 효소이며, 거의 항상 분해효소이다. 중요한 고리화효소들은 다음과 같다.
- 아데노신 삼인산(ATP)으로부터 고리형 아데노신 일인산(cAMP)을 생성하는 반응을 촉매하는 아데닐릴 고리화효소 (EC 4.6.1.1)
  - ADCY1
  - ADCY2
  - ADCY3
  - ADCY4
  - ADCY5
  - ADCY6
  - ADCY7
  - ADCY8
  - ADCY9
  - ADCY10
- 구아노신 삼인산(GTP)으로부터 고리형 구아노신 일인산(cGMP)을 생성하는 반응을 촉매하는 구아닐릴 고리화효소 (EC 4.6.1.2)
  - GUCY1A2
  - GUCY1A3
  - GUCY1B3
  - 구아닐산 고리화효소 2C
  - 구아닐산 고리화효소 2D
  - 구아닐산 고리화효소 2F
  - NPR1
  - NPR2
- 분자 내 트랜스펩타이드화(transpeptidation)에 의해 백본-고리 단백질을 생성하는 연결효소의 일종인 단백질 고리화효소

## 같이 보기
- 분해효소

| Disambiguation icon | 이 문서는 명칭이 같은 여러 효소를 연결하는 색인 문서입니다. |